# الطراشة (بكيل المير)

تعديل مصدري - تعديل

الطراشة هي إحدى قرى عزلة العطن بمديرية بكيل المير التابعة لمحافظة حجة، بلغ تعداد سكانها 52 نسمة حسب تعداد اليمن لعام 2004.